# Гребля Ульджет-Меллег
Гребля Ульджет-Меллег (Ouldjet Mellègue) – гідротехнічна споруда на півночі Алжиру.
Греблю спорудили на уеді Меллег – правій притоці річки Меджерда (бере початок в горах Тель-Атлас та впадає в Туніську затоку Середземного моря, при цьому на території Тунісу на ній створене велике водосховище Сіді-Салем). Головним призначенням споруди є водопостачання та іригація, при цьому площа водозбірного басейну вище від греблі становить 119 км2. 
В межах проекту долину Меллегу перекрили бетонною гравітаційною греблею висотою 52 метра, довжиною 381 метр та шириною від 8 (по гребеню) до 47 (по основі) метрів, яка потребувала 191 тис м3 матеріалу. Центральна частина греблі виконана як водоскидна секція довжиною 98 метрів із рівнем 575,5 метрів НРМ, тоді як інші частини споруди мають гребінь на рівні 581,5 метра НРМ. Пропускна здатність цього водоскиду становить 3,5 тис м3/с.
Ліворуч від основної споруди для утримання сховища спорудили:
- ділянку із ущільненого котком бетону висотою 12 метрів, довжиною 460 метрів та шириною від 8 (по гребеню) до 47 (по основі) метрів, яка потребувала 40 тис м3 матеріалу;
- земляну дамбу із глиняним ядром висотою 25 (за іншими даними – 32) метра, довжиною 900 (за іншими даними – 950) метрів та шириною від 8 (по гребеню) до 150 (по основі) метрів, яка потребувала 1,35 млн м3 матеріалу (з них 0,21 млн м3 глини).
Гребля утворили водосховище об’ємом 155 млн м3 з нормальним рівнем поверхні на позначці 575,5 метра НРМ. Під час повені цей показник може зростати до 580,1 метра НРМ. 
Випуск води зі сховища забезпечує бетонна башта із водозаборами на трьох рівнях, яка підключена до прокладеної в тілі греблі на рівні 545,5 метра НРМ труби діаметром 1 метр. Крім того, як нижній водоспук з пропускною здатністю 178 м3/с працює один з трьох тунелів, що забезпечували прохід води під час будівництва греблі. 
Заповнення водосховища почалось у лютому 2016 року.